# Zlámaný potok (přítok Opátky)
Zlámaný potok je potok na východním Slovensku, v severozápadní části okresu Košice-okolí. Je to levostranný přítok Opátky, měří 2,7 km a je tokem VII. řádu.
Pramení ve Volovských vrších, v podcelku Kojšovská hoľa, na jihovýchodním svahu Suchého vrchu (889 m n. m.) v nadmořské výšce přibližně 710 m n. m. Od pramene teče zprvu východním směrem, zprava přibírá přítok z lokality Barvienka, esovitě se stáčí a pokračuje směrem na SSV. Následně přibírá krátký levostranný přítok z VSV úpatí Suchého vrchu az téže strany dále svůj nejdelší přítok (1,3 km) z jihovýchodního svahu Krížného hrbu (822 m n. m.) a k ústí již teče severovýchodním směrem. Konečně podtéká silnici III. třídy Košické Hámre - Opátka a severně od zmíněné obce se v nadmořské výšce cca 395 m n. m. vlévá do Opátky.